# Реакция Чичибабина
Реакция Чичибабина — метод прямого аминирования электрондефицитных гетероциклических соединений (азинов и некоторых азолов) амидами щелочных и щелочноземельных металлов.
Открыта А. Е. Чичибабиным в 1914 году как метод синтеза 2-аминопиридинов реакцией соответствующих пиридинов с амидом натрия в жидком аммиаке:

## Механизм реакции
Реакция Чичибабина является реакцией нуклеофильного замещения гидрид-иона, идущей по механизму AE (присоединение-элиминирование). На первой стадии происходит нуклеофильная атака амид-ионом электрондефицитного атома углерода азинового кольца с образованием анионного σ-комплекса, который теряет гидрид-ион с образованием соли аминопиридина, свободный амин выделяется при гидролизе реакционной смеси водой или водным раствором хлорида аммония:
Образование σ-комплекса является обратимым процессом, поэтому лимитирующей стадией реакции является элиминирование гидрид-иона и ароматизация σ-комплекса.
Возможны два варианта элиминирования гидрид-иона, определяемые условиями реакции: в инертных апротонных растворителях (толуол, ксилол, пара-цимол, вазелиновое масло и т. п.), в которых амид натрия нерастворим, реакция идет в гетерогенной среде и при высоких температурах (выше 100°С), при этом происходит термическое отщепление гидрид-иона и депротонирование аминогруппы с образованием водорода. В случае аминирования по Чичибабину в жидком аммиаке реакция идет в гомогенной среде (при этом часто используется амид калия, растворимость которого в жидком аммиаке выше, чем у амида натрия) и при низкой температуре (ниже −33°С).